# Staustufe Iffezheim
Die Staustufe Iffezheim ist eine Staustufe des Oberrheins, die die Schiffbarkeit des Flusses erhöht und gleichzeitig der Gewinnung elektrischer Energie dient. Sie liegt am Rheinkilometer 334 zwischen den Gemeinden Iffezheim in Baden und Roppenheim im Elsass und besteht aus einem Wehr, einer Schleuse, einem Laufwasserkraftwerk und einem Fischpass. Das Bauwerk wird gequert von der Bundesstraße 500 bzw. der Departementsstraße D 4. Das auf der Grenze liegende Bauwerk wurde zusammen mit der Staustufe Gambsheim in deutsch-französischer Zusammenarbeit geplant und erbaut.

## Geschichte

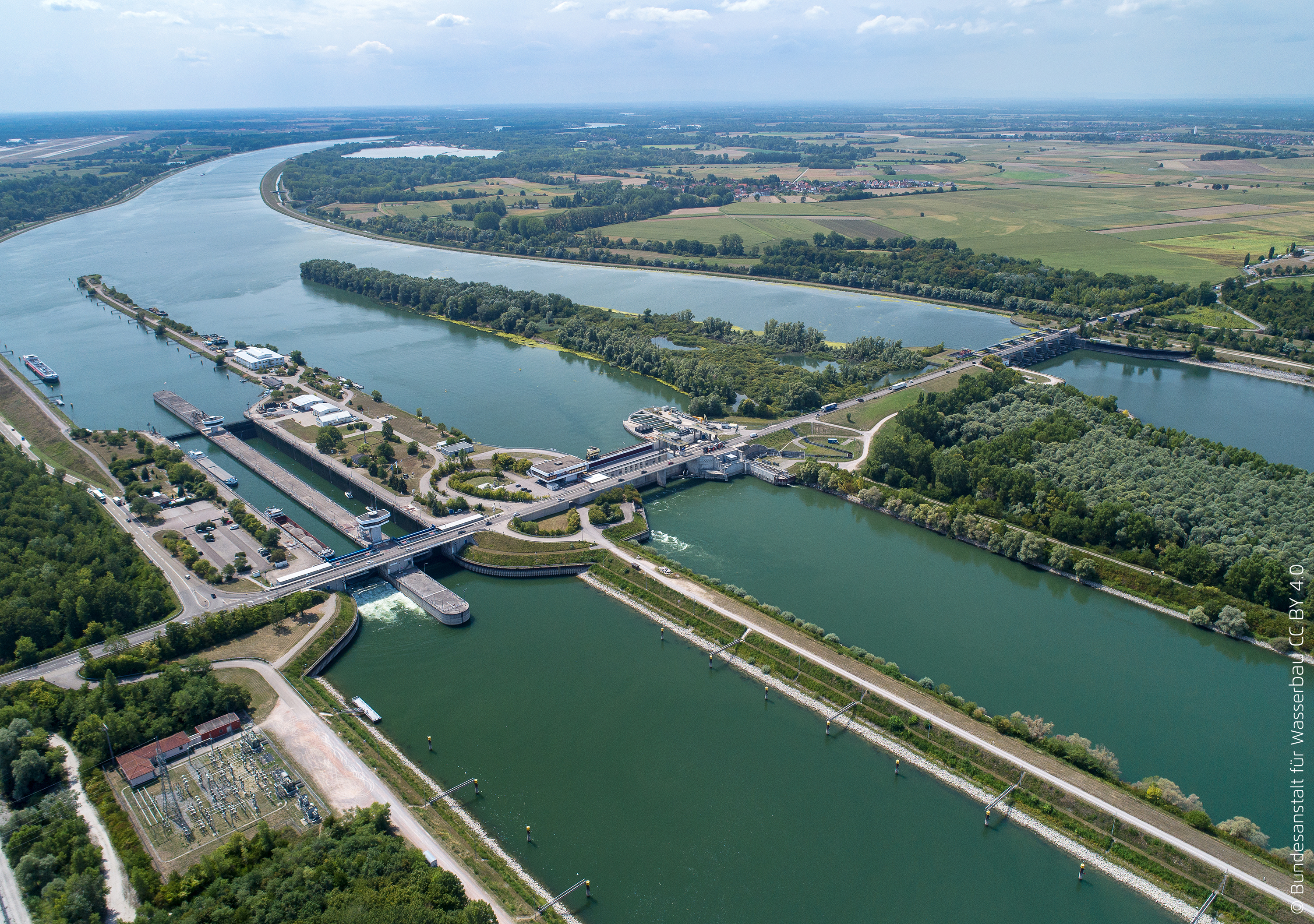
Staustufe Iffezheim, Blick stromaufwärts

1840 schlossen das Großherzogtum Baden und Frankreich ein Abkommen zur Rheinregulierung nach der Rhein-Begradigung durch Johann Gottfried Tulla. Der elsässische Ingenieur Maurice Koechlin machte 1902 einen Vorstoß zur Nutzung der Wasserkraft des Rheins. 1928 begann der Ausbau des Rheins mit dem Grand Canal d’Alsace und den ersten vier Kraftwerken (Kembs bis Vogelgrün), vier weitere Staustufen in der sogenannten Schlingenlösung (Marckolsheim bis Strassburg) folgten 1959. 1969 wurde ein deutsch-französischer Vertrag zum Bau der Staustufen Gambsheim und Iffezheim geschlossen. Der Bau der Staustufe Iffezheim begann 1974. 1977 wurden Kraftwerk, Schleuse und Wehr in Betrieb genommen.
Ein Vertrag zum Bau der Fischpässe in Iffezheim und Gambsheim wurde 1997 geschlossen. Der Fischpass in Iffezheim konnte im Jahr 2000 in Betrieb genommen werden, der in Gambsheim 2006. 2009 begann der Bau der 5. Turbine in Iffezheim.

## Wehr
Die Wehranlage der Staustufe in Iffezheim liegt auf der französischen Seite des Rheins, womit die gesamte Staustufe etwa spiegelbildlich zu der nächsthöher gelegenen Staustufe Gambsheim angelegt ist. Sie besteht aus sechs Wehrfeldern von je 20 m Breite. Ein Wehrfeld besteht aus einer hydraulisch betätigten Klappe und einem kettengetriebenen Drucksegment. Das Wehr stellt die Wasserführung des Rheins bei Wasserführungen, die größer als das Schluckvermögen des Kraftwerks sind, sicher. Die gesamte Anlage ist für eine maximale Wasserführung von 7500 m³/s ausgelegt.

## Schleusen

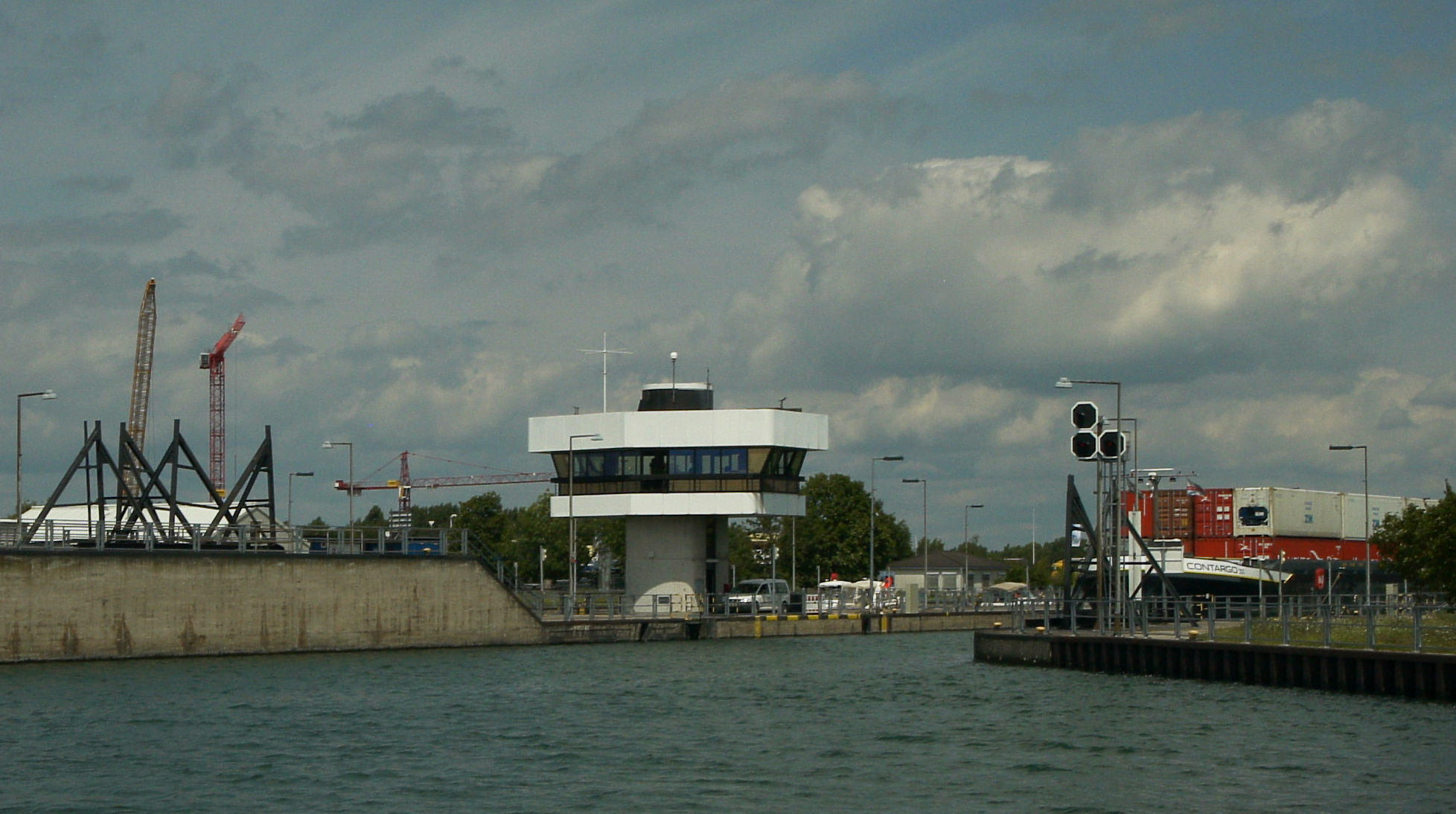
Schleuse an der Staustufe Iffezheim

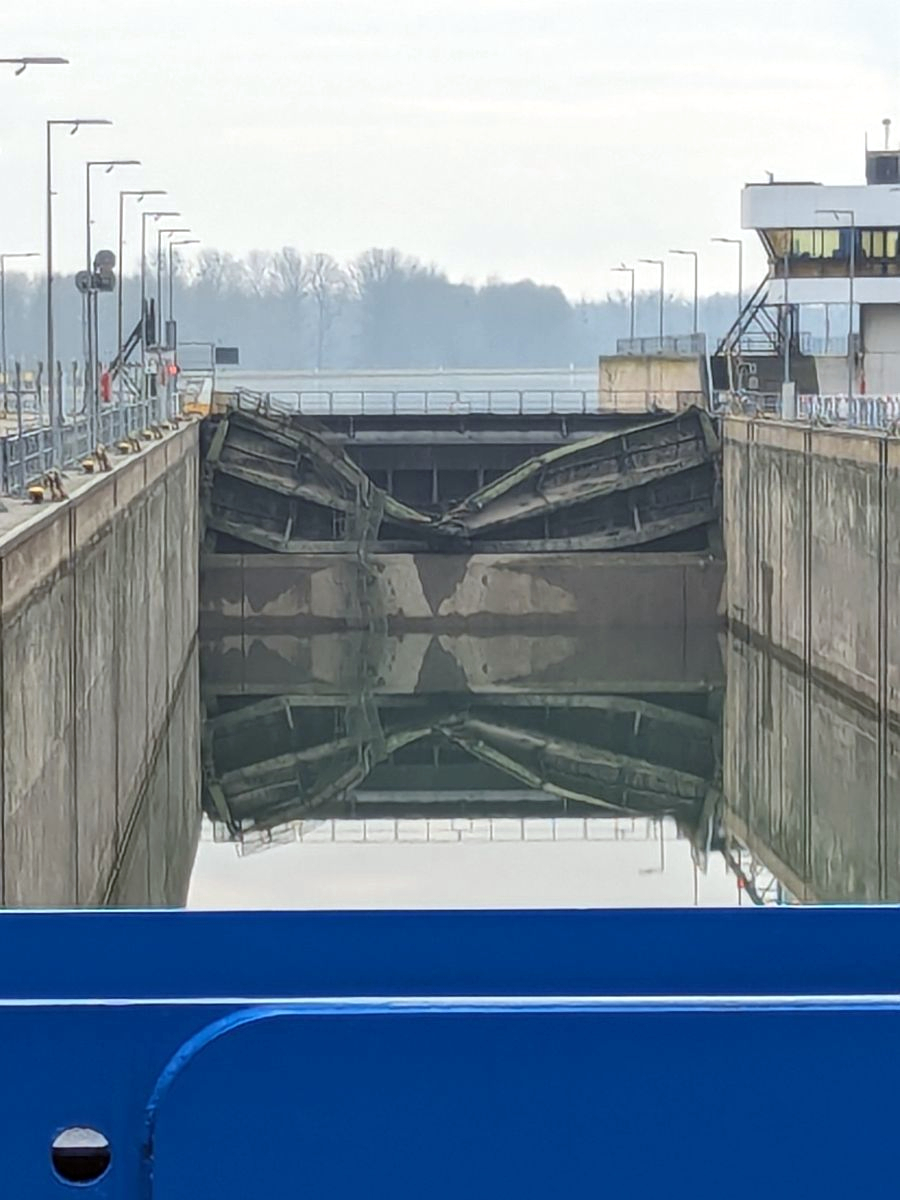
Beschädigtes Tor der östlichen Schleusenkammer (Dezember 2023)

Die Doppelschleuse besteht aus zwei Schleusenkammern mit je 270 Metern Nutzlänge und 24 Metern Breite, der Höhenunterschied zwischen Ober- und Unterwasser beträgt etwa 12,50 Meter bei Niedrigwasser. Sie sind eine der größten Binnenschleusen Europas. Die Schleusen wurden am 14. März 1977 in Betrieb genommen. Sie sind 24 Stunden im Drei-Schicht-Betrieb im Einsatz und werden vom Wasserstraßen- und Schifffahrtsamt Oberrhein unterhalten und betreut. Jährlich passieren im Güter- und Frachtschiffsverkehr zwischen 25.700 (2008) und 40.600 (1990) Schiffe mit ca. 24,4 (2009) bis 30,9 (2000) Millionen Gütertonnen die Schleusen.
Am 30. April 1993 lief die Stauhaltung zwischen Iffezheim und Gambsheim aufgrund eines Schadens an der Aufhängung des oberen westlichen Wehrtores leer. Die Stauhaltung Iffezheim wurde daraufhin planmäßig abgesenkt, um den Revisionsverschluss stellen zu können. Die Schifffahrt musste für mehrere Tage eingestellt werden.
Im Jahr 2016 wurden Betonschäden am Oberhaupt der linken Kammer behoben, die zuvor eine Stilllegung der linken Kammer für fast ein Jahr erfordert hatten.
Am 11. November 2023 rammte ein aus Richtung Basel kommendes Gütermotorschiff das Tor der östlichen Schleusenkammer. Das Tor wurde dabei vollständig zerstört und musste komplett neu gebaut werden. Knapp ein Jahr später, im November 2024, wurde das neue Schleusentor per Schiff aus Papenburg nach Iffezheim angeliefert. Nach umfangreichen Reparaturarbeiten konnte die östliche Schleusenkammer wieder in Betrieb genommen werden, infolgedessen die Schleuse seit dem 30. Januar 2025 wieder vollständig betriebsbereit ist.

## DGPS-Sender

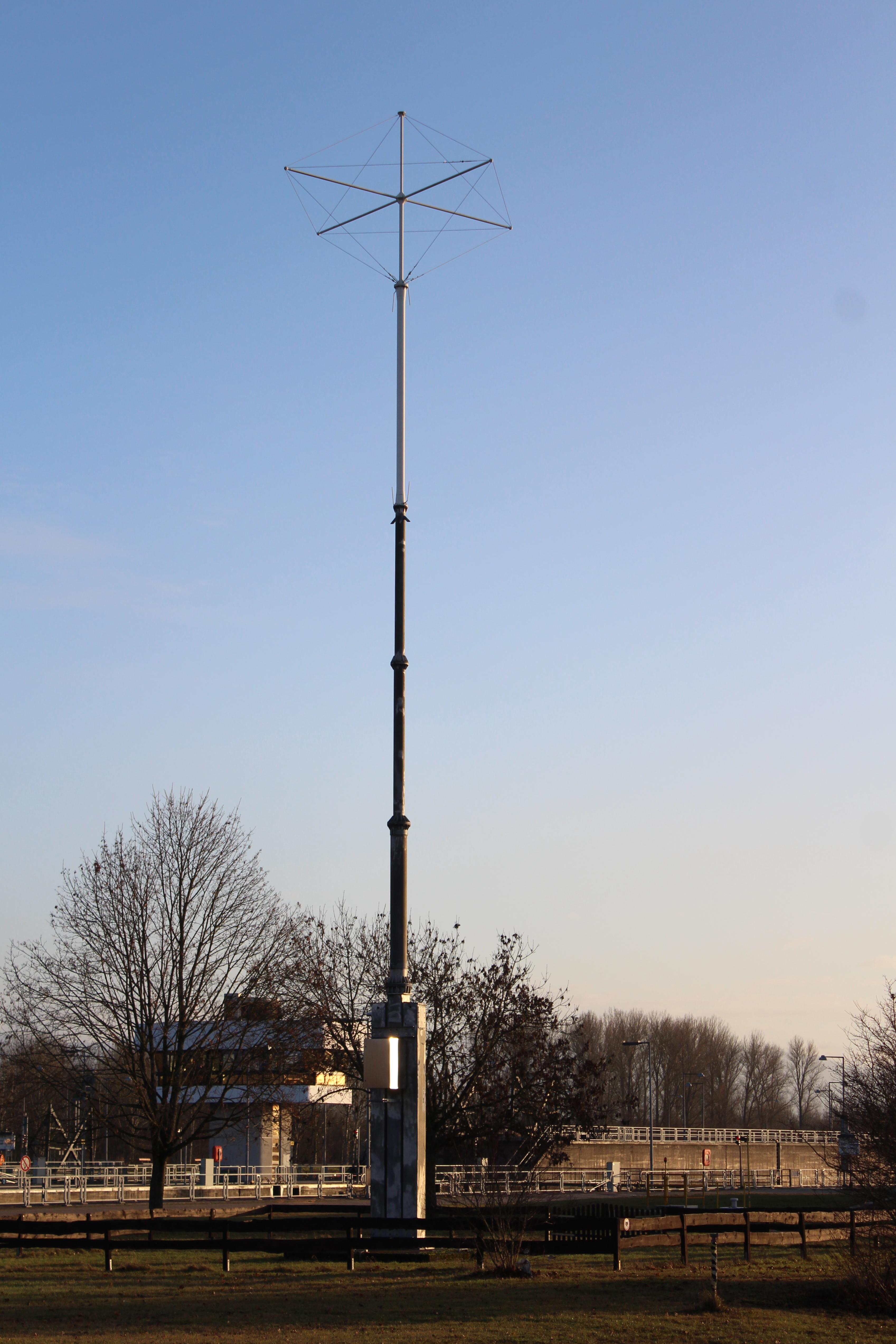
Turm des DGPS-Senders

Die Schleuse Iffezheim ist der Standort eines auf der Frequenz 293,5 kHz betriebenen DGPS-Senders.

## Fischpass

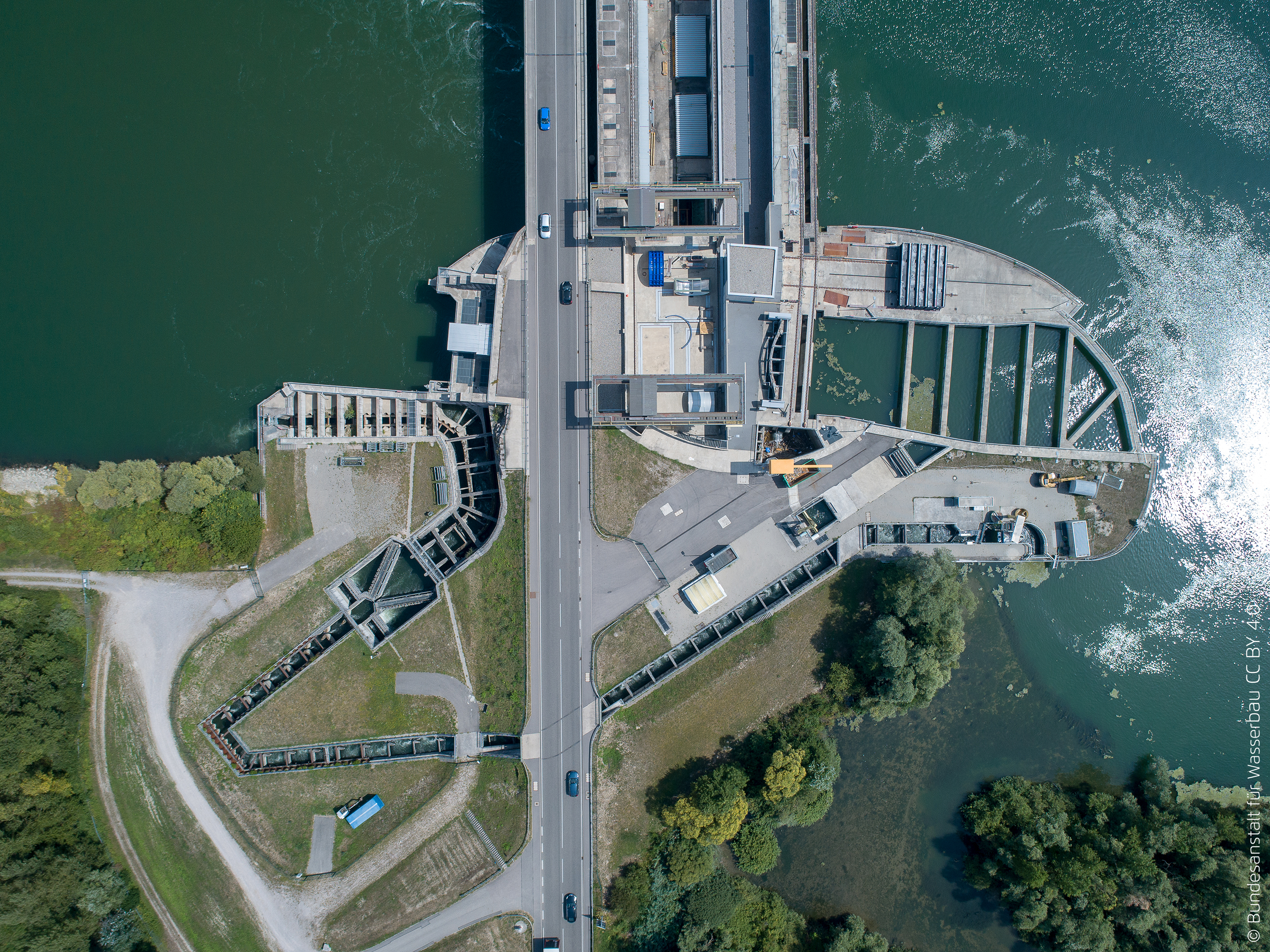
Fischtreppe am Rheinkraftwerk Iffezheim

1987 wurde durch die Internationale Kommission zum Schutz des Rheins (IKSR) ein Maßnahmenprogramm aufgestellt, das unter anderem die Wiederansiedelung des Lachses im Rhein zum Ziel hat. Eines der Projekte hierzu war der Bau der Fischpässe in Iffezheim und Gambsheim, der mit dem Vertrag vom 4. März 1997 beschlossen wurde. Der Kanal, der einem Wildbach nachempfunden ist, besteht aus 37 hintereinander liegenden Einzelbecken mit einer Wassertiefe von 1,5 m und einer Gesamtlänge von 300 m. Der Fischpass Iffezheim wurde 2000 eingeweiht, Gambsheim wurde 2006 in Betrieb genommen.
Der Bau des Fischpass in Iffezheim wurde durch die beiden Staaten Frankreich und Deutschland sowie die Rheinkraftwerk Iffezheim GmbH finanziert. Im Zusammenhang mit dem Fischpass wurde die Maschine 6 als sogenannte Lockstromturbine in Betrieb genommen. Es handelt sich hierbei um eine Kaplanmaschine mit 1,05 MW Asynchrongenerator.
Der im Nachgang gebaute Fischpass in Gambsheim erfuhr aufgrund der Erfahrungen in Iffezheim einige konstruktive Änderungen.